# Smågrynig knopplav
Smågrynig knopplav (Biatora efflorescens) är en lavart som först beskrevs av Hedl., och fick sitt nu gällande namn av Räsänen. Smågrynig knopplav ingår i släktet Biatora och familjen Ramalinaceae.  Arten är reproducerande i Sverige. Inga underarter finns listade i Catalogue of Life.